# Muniśwara
Muniśwara – hinduistyczne bóstwo opiekuńcze dzieci lub wsi. Muniśwary reprezentowane są najczęściej w formie kamienia jako lokalnego obiektu kultowego.